# Will Lyman
 (mars 2018).
Si vous disposez d'ouvrages ou d'articles de référence ou si vous connaissez des sites web de qualité traitant du thème abordé ici, merci de compléter l'article en donnant les références utiles à sa vérifiabilité et en les liant à la section « Notes et références ».
Will Lyman né William Lyman est un acteur et doubleur américain, né le 20 mai 1948 à Burlington. Il est célèbre pour avoir incarné Guillaume Tell dans la série éponyme des années 80.

## Biographie
Fils de Mabry, née Remington, une éditrice et éducatrice et d'Edward Phelps Lyman, un autre éducateur, William a passé toute son enfance à Burlington. En 1971, il finit diplômé en études supérieures d'art de l'université de Boston. Il est marié à l'actrice Anastasia Sylvester. Ils ont ensemble une fille, Georgia, elle aussi actrice.

## Filmographie

### Télévision
- 1976-1977 : Another World (série) : Ken Palmer
- 1979 : Ryan's Hope (série) : Ken Alexander
- 1984 : George Washington (mini-série) : Lawrence
- 1984-1985 : American Playhouse (série) : Gabriel Javsicas / Révérend Parris
- 1985-1988 : Spenser (Spenser for Hire) (série) : Capitaine Ben Morrison / Lieutenant Grant
- 1987-1989 : Guillaume Tell (Crossbow) (série) : Guillaume Tell
- 1990 : Hull High (série) : John Deerborn
- 1991 : CBS Schoolbreak Special (série) : Peter Miller
- 1992 : Arabesque (Murder She Wrote) (série) : Allan Wooster
- 1992 : Mann & Machine (série) : Banito Ruggiero
- 1994 : New York, police judiciaire (Law and Order) (série) : Victor Conner
- 2001 : Ed (Ed) (série) : Gus McGraw
- 2001 : Panique à la Maison Blanche (The Day Reagan Was Shot) (téléfilm) de Cyrus Nowrasteh : Narrateur
- 2001 : New York, section criminelle (Law and Order: Criminal Intent) (série) : Roger Jameson
- 2003-2004 : Agence Matrix (Threat Matrix) (série) : Colonel Roger Atkins
- 2004 : À la Maison-Blanche (The West Wing) (série) : Narrateur
- 2005 : Ordre et Châtiment, le péché de nos pères (Our Fathers) (téléfilm) de Dan Curtis : Wilson Rogers Jr.
- 2005 : Commander in Chief (série) : Teddy Bridges
- 2007 : I'm Paige Wilson (téléfilm) de Rod Lurie : Foxworthy

### Cinéma
- 1988 : Hostile Takeover de George Mihalka : Smolen
- 1992 : La Différence (School Ties) de Robert Mandel : Swanson
- 1995 : Bienvenue dans l'âge ingrat (Welcome to the Dollhouse) de Todd Solondz : Monsieur Edwards
- 1996 : Celtic Pride de Tom DeCerchio : L'homme riche
- 1996 : La Chasse aux sorcières (The Crucible) de Nicholas Hytner : Isaiah Goodkind
- 1997 : Floating de William Roth : Le père de Van
- 1998 : Meurtre parfait (A Perfect Murder) d'Andrew Davis : Jason Gates
- 1998 : Couvre-feu (The Siege) d'Edward Zwick : Le directeur du FBI